# Zespół Adwokacki Dyskrecja
Zespół Adwokacki Dyskrecja – kabaret, kabaretowa audycja radiowa (Polskie Radio Program III) oraz kilka programów telewizyjnych.
Kabaret funkcjonował w końcu lata 70. XX wieku oraz po przerwie od 1983 r. Jego twórczość charakteryzowały specyficzny humor, bogactwo słownictwa, nieco melancholii, trochę rubaszności i wpadające w ucho wesołe (a czasem liryczne, pełne poezji) piosenki.
Audycje premierowe emitowane były w Programie 3 Polskiego Radia (tzw. „Trójka”) w latach 1983–1997. Ostatnia premierowa audycja radiowa wyemitowana została w kwietniu 1997 r., natomiast urywki powtórkowo odtwarzano na antenie Radia Katowice. Co jakiś czas archiwalne nagrania zespołu są emitowane w „trójkowym” cyklu Powtórka z rozrywki. W XXI wieku Zespół Adwokacki Dyskrecja zaczął nagrywać premierowe audycje emitowane na antenie Radia Katowice.
Obecnie audycje te emitowane są w soboty o godz 13:15 na antenie Radia Katowice, jak również strumieniowane w internecie.
Niektóre teksty swojego autorstwa Zdzisław Zeman prezentował na prywatnej stronie internetowej do 2012 roku.

## Historia
Zespół Adwokacki Dyskrecja został wymyślony w Gliwicach, na spotkaniu studentów w jednym z akademików na przełomie 1976 i 1977 r. Pomysłodawcą był Zbigniew Malecki, absolwent Politechniki Śląskiej, wówczas reżyser dźwięku w Radiu Katowice. Trzon zespołu stanowili Zbigniew Malecki, Zdzisław Zeman, Andrzej Nowak, Andrzej Nehring i Wojciech Gibas. Występowali z nimi również Kazimierz Ciszak i Barbara Karc. Pierwsza audycja Zespołu Adwokackiego Dyskrecja została wyemitowana na antenie Polskiego Radia Katowice 15 stycznia 1977.
Niebawem Dyskrecja nawiązała kontakt z Programem Trzecim Polskiego Radia, gdzie zaproponowano im wejście na ogólnopolską antenę. Nagrane i wyemitowane zostały wtedy w "Trójce" dwie audycje Zespołu Adwokackiego Dyskrecja: 10 września 1977 oraz 5 listopada 1977 – obie o godz. 15.30, obie trwały około godziny. Niebawem zespół autorski rozpadł się. Jakiś czas potem Dyskrecja zniknęła także z anteny Radia Katowice.
Ponownie pojawiła się w Programie Trzecim w 1983 r. Wtedy to częstochowski poeta i dziennikarz pracujący w Radiu Katowice, Andrzej Błaszczyk (zm. 13 grudnia 2012), dostał propozycję tworzenia programu satyrycznego. Z pomysłem tym zwrócił się do Zbigniewa Maleckiego. W ten sposób pod starym szyldem powstał zupełnie nowy Zespół Adwokacki Dyskrecja. Pierwsza audycja w Programie Trzecim wyemitowana została 24 września 1983. Przez jakiś czas audycje te można było w "Trójce" słuchać dwa razy w miesiącu. Trwały od 20 do 25 minut.
W 1984 roku zmieniono porę nadawania – odtąd była to trzecia niedziela miesiąca o godz. 10. Audycja trwała 50 minut i nadawano ją w cyklu Tylko 50 minut. Nazwa tego cyklu miała być aluzją do zlikwidowanej audycji satyrycznej 60 minut na godzinę. Jesienią 1991, audycje Dyskrecji w "Trójce" przesunięto na drugi piątek miesiąca, godz. 22:08. Ostatnia audycja wyemitowana została w kwietniu 1997. Radio Katowice w soboty ok. 14.15 nadawało audycje pt. Zespół Adwokacki Dyskrecja. Audycje te prowadzili Zbigniew Malecki i Andrzej Błaszczyk. Treść audycji stanowiły dialogi prowadzących na temat przewodni (inny w każdej audycji), przedzielane starymi piosenkami "Dyskrecji". Po śmierci redaktora Andrzeja Błaszczyka 13 grudnia 2012 r. nadawano archiwalne audycje z podtytułem "Powtórka z Dyskrecji".  Od 4 maja 2013 r. w nagraniach audycji obok Zbigniewa Maleckiego bierze udział Jacek Łapot, artysta dawnego kabaretu "Długi". W tworzeniu audycji uczestniczy także Zdzisław Zeman.

## Artyści
Głównymi moderatorami byli: Zbigniew Malecki i Andrzej Błaszczyk.
Audycje kabaretu nagrywano w Katowicach. W nagraniach brali udział aktorzy Teatru Śląskiego w Katowicach: Bogumiła Murzyńska, Alina Chechelska, Wiesław Kupczak, Zbigniew Wróbel, Jerzy Głybin, Wojciech Górniak.
W Dyskrecji występowali także : Maria Meyer, Ewa Uryga, Maria Machowska, Wojciech Gibas, Zdzisław Zeman, Zbigniew Rutkowski, Stefan Sendecki, Tadeusz Chmiel, Grzegorz Skalczyński, Tomasz Rzeczycki, Artur Ganszyniec, Bronisław Opałko.
Autorami tekstów prezentowanych w audycjach byli głównie: Andrzej Błaszczyk, Zdzisław Zeman i Zbigniew Malecki, a także przez pewien okres Arkadiusz Dera, Grzegorz Skalczyński, Tomasz Rzeczycki, Artur Ganszyniec.

## Opis audycji radiowych
Godzinne cykle kabaretowe przeplatających się skeczy i piosenek. Początek jest charakterystyczny: Męski głos mówi: "Niech pani pisze – Zespół Adwokacki Dyskrecja". Sekretarka wolno pisze na maszynie i mówi-literuje "Zespół Adwokacki...", na to jej przełożony: "Niech już Pani lepiej pisze piórem". Sekretarka wyjmuje kartkę z maszyny. I tu sygnał i początek audycji.
Prowadzącymi zazwyczaj byli Zbigniew Malecki i Andrzej Błaszczyk. Nierzadko cała audycja była podporządkowana jednemu tematowi: np. Nagroda Nobla, wybory, przemoc w rodzinie, sztuka teatralna, bieżące wątki polityczne, itd. Wszystko zawsze z dystansem i ciepłym humorem, czasem lekką złośliwością (także polityczną).
Do potocznej polszczyzny Zespół Adwokacki Dyskrecja wprowadził takie zwroty, jak: "spoko spoko", "panu już dziękujemy", "dzień dobry bardzo", "kuźwa".
Stałe cykle:
- Inspektor Niezamężny (wcześniej "Niezależny", jeszcze wcześniej "Beznadziejny")
- Raport pokontrolny
- Radiowy Komiks Społeczno-Ekonomiczny (Przykry i Major)
- Saga rodziny Balangerów (Mściwój, Melania, Dyzio)
- Wywiad z profesorem Aleksandrem Platzem
- Czarna Wdowa

## Wydawnictwa kasetowe i płytowe
Część twórczości Zespołu Adwokackiego Dyskrecja została wydana na stereofonicznych kasetach magnetofonowych. Najpierw były to kasety "Genowefa Pigwa w Zespole Adwokackim Dyskrecja", a jesienią 1992 r. ukazała się kaseta „Zespół Adwokacki Dyskrecja”. Treść kaset stanowiły skecze oraz piosenki. Kilka lat później kasetę magnetofonową z kilkunastoma swoimi piosenkami nagranymi dla Dyskrecji wydał Bronisław Opałko.
24 października 2011 została wydana przez Polskie Radio Katowice płyta Blaszany parowiec zawierająca 16 z prawie 100 piosenek kabaretu emitowanych w audycji.

## Programy telewizyjne
Około 1986 r. nagranych zostało w studiu Telewizji Katowice pod nazwą Zespół Adwokacki Dyskrecja kilka parominutowych skeczy. Składały się one głównie z dialogów i piosenek. Jedną z nich była piosenka Mały wszawy handlarz. Z różnych względów nie doszło wtedy do dalszych nagrań.
W latach 1988–1990 w Ośrodku Telewizji Polskiej w Krakowie zrealizowanych zostało dwanaście programów telewizyjnych Zespołu Adwokackiego Dyskrecja. Różniły się one formą od audycji radiowych – nie było w nich radiowych komiksów, wywiadów z Aleksandrem Placem czy Raportów Pokontrolnych. Składały się z piosenek, dialogów, scenek oraz wierszy. Każda audycja miała swój tytuł, który wyznaczał jej temat przewodni, np. „Prywatna Izba Wytrzeźwień”, „Prywatny Areszt” czy „Żywioł nieszczęśliwych happy-endów”.

## Piosenki
„Kominiarczyk“, „Blaszany Parowiec“, „Ścigały się po szosie dwa łosie“, „Czas do domu Herkulesie“, „Piosenka zastępcza“, „Wszystko zależy“, „Papua – moja ojczyzna“, „Piosenka na otarcie łez“, „Hibernacja“, „Nieistniejący bojler“, „Tekst trzeciej zmiany“, „Gizela“, „Casanova“, „Święte spoko“, „Piosenka na przerwę“, „Zjadacz pomocy naukowych“, „Kryminogenny Szczepan“, „Ortografia“, „Jak tu grać“, „Skubani i skubacze“, „Mondo cane“, „Jakże mi żal“, „Młodzi dekadenci“, „Dworce z bajki“, „Jak to dobrze, że są oceany“, „Służbowa łazienka“, „Piosenka o upadku zakładów mięsnych“, „Puściłem bengala w salonie“, „Marihuana“, „Piosenka bez żadnego sensu“, „Machismo“, „To w każdym bądź razie nie ja!“, „Szkoła miłości“, „Hymn Ruchu Jednostajnie Przyspieszonego“, „Wiejski listonosz“, „Rok 1921“, „Bo miłość to ho ho ho ho“, „Jest mysz“, „Zapasowa ojczyzna“, „Wszystko zajęte“, „Sen jak życie“, „Zanućmy jakieś ciepłe słowo“, „Piosenka w czynie“, „Zimowe odchudzanie“, „Łysy ale czysty“, „Punkt widzenia“, „Don Kichot“, „Gargantua i Pantagruel“, „Codziennie, niezmiennie“, „Magellan“, „Cudowny dzień“, „Ach jestem lekki“, „Wiosenny cukiernik“, „Coś do płaczu“, „Ach kochaj, kochaj, pieść mnie“, „W leśnictwie“, „Budzik“, „Grzej nas piecyku“, „Wiosenna samba“, „Kochankowie z trzeciego turnusu“, „Czapki mego życia“, „Monte Carlo“, „Wokół kikuty, już nie ma lasa“, „Zając“, „Czego nas pan uczył panie profesorze“, „Mały szubrawiec“, „Balanga“, „Mapy pogody“, „A droga trwa!“, „Jedno oko na Maroko“, „Żona idealna“, „Stroiciele ptaków“, „Pada śnieg“, „Manekin“, „Zu zu“, „Niech znikną wojewódzkie niechęci rasowe“, „Piosenka konfidenta“, „Kalosze szczęścia“, „Ikar“, „Van Gogh“, „Tango na rzecz postępu“, „Ach jakie to jest zwierzę“, " Panta Rhei", "Budujemy schron", "W byle jakim mieszkaniu" i inne.
- Piosenka Zbigniewa Maleckiego pt. "Ortografia" to sygnał ogólnopolskiego dyktanda organizowanego corocznie w Katowicach.
- W 1986 r. nagrana została inna piosenka Zbigniewa Maleckiego "Jak tu grać", z okazji rozgrywanych wtedy mistrzostw świata w piłce nożnej w Meksyku.
- Piosenka "Za przestępczy siedzę czyn" to polski tekst do piosenki – "Sealed with a kiss"  ("I don't wonna say goodbye for the summer")
- Na wydanej w 2011 r. płycie z piosenkami kabaretu radiowego Zespół Adwokacki Dyskrecja zatytułowanej Blaszany parowiec niektóre utwory otrzymały nowe tytuły. Np. piosenka „Balanga“ na płycie figuruje jako „Deliryczna noc“.
- W grudniu 2023 r. ukazała się płyta z piosenkami Zespołu Adwokackiego Dyskrecja zatytułowana „45“[6]